# 本耶胡达街 (耶路撒冷)

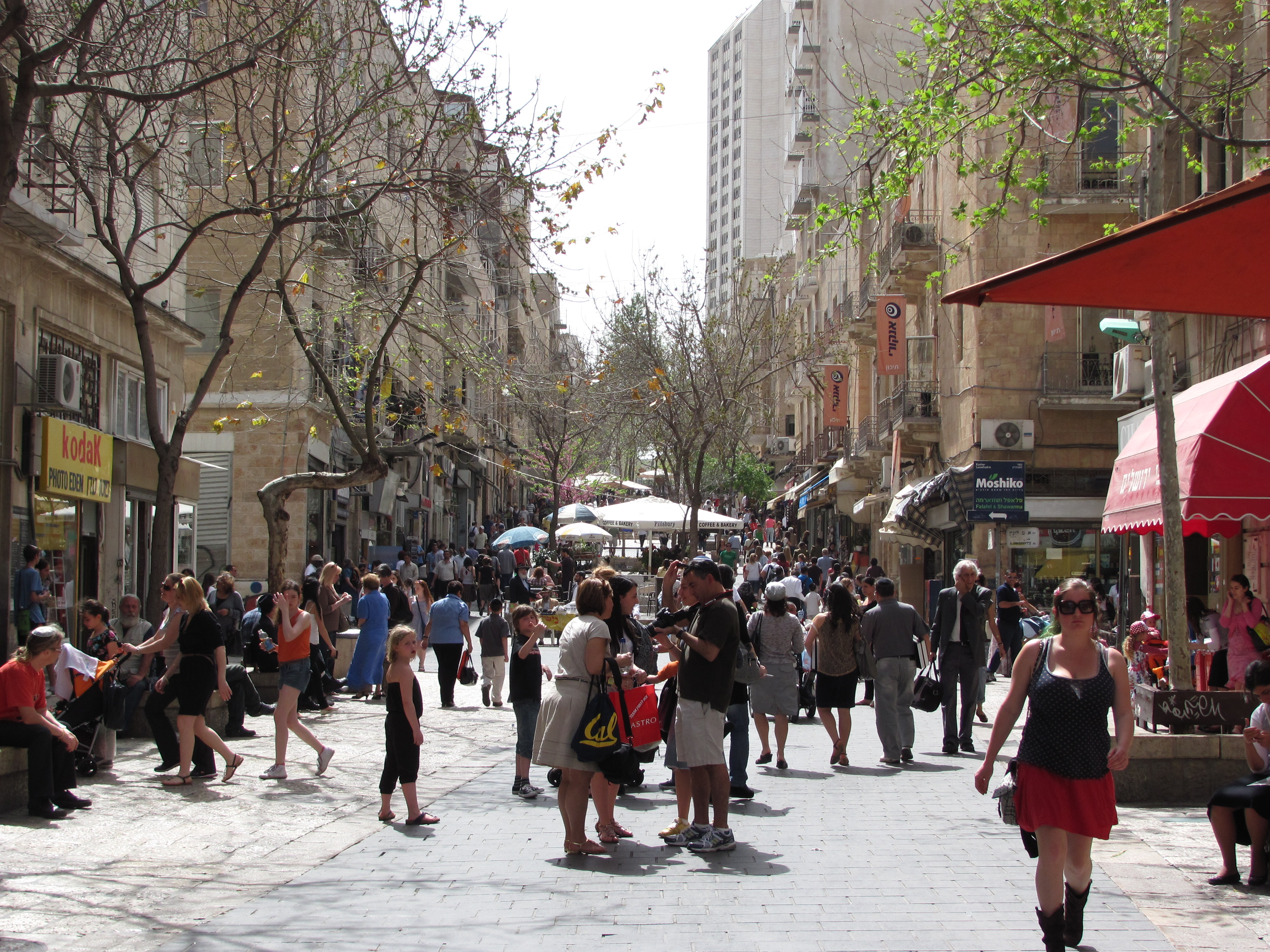
本耶胡达街

本耶胡达街（希伯來語：‎）是以色列耶路撒冷市中心的一条重要街道，与雅法路和乔治王街形成下城三角中央商务区。它现在是步行街，禁止车辆驶入。这条街从乔治王街路口到锡安广场和雅法路。这条街以希伯来文复活的领导人物艾利泽·本-耶胡达而得名。

## 历史

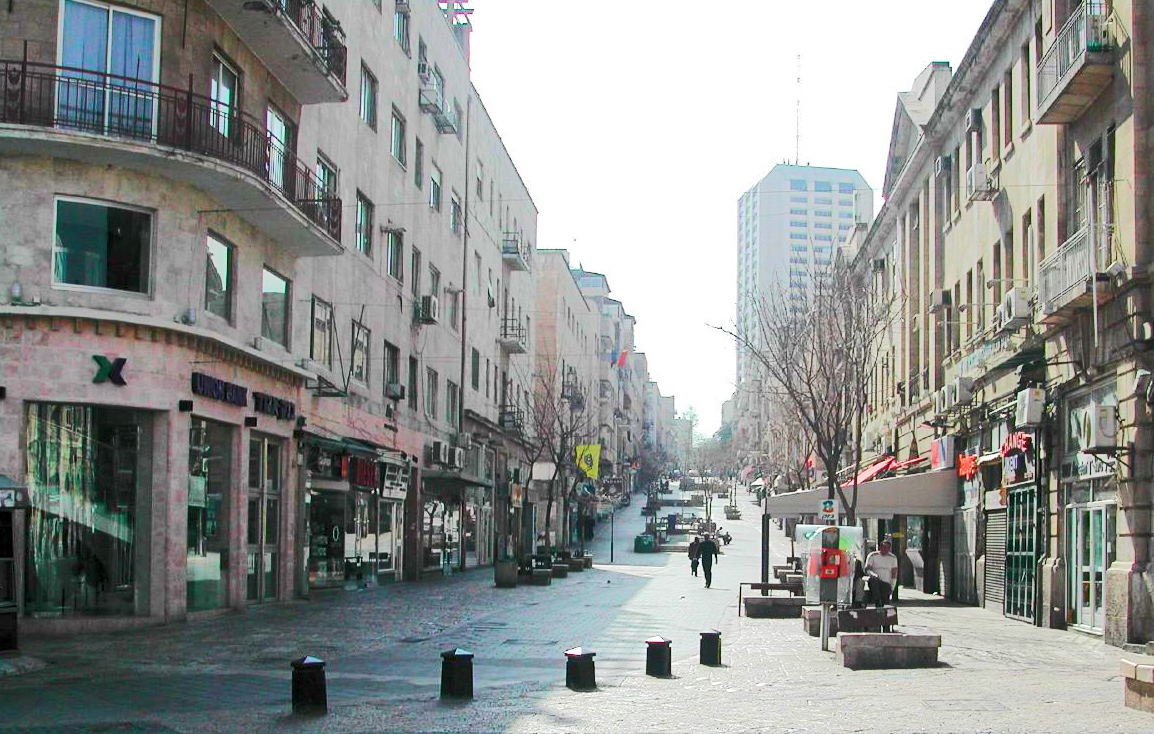
安息日的本耶胡达街

甚至在以色列复国之前，本耶胡达街已经是耶路撒冷的一条主要街道。作为一个繁忙的要道，它是恐怖爆炸事件的一个首要目标。
1983年，这条街禁止通行汽车，成为一条步行街]的商家。这条街有很多迎合游客的店铺，露天咖啡座，街头音乐家，长期被视为“耶路撒冷世俗心脏”，但自2000年代，心怀不满的犹太教正统派青年也加入了游客和当地人的组合。